# Steine von Pallesen-Tomta
Koordinaten: 58° 57′ 23,8″ N, 5° 37′ 24″ O
Die Steine auf der Pallesen-Tomta stehen in einem Park mit Blick auf den Hafrsfjord in Sør-Sunde in Stavanger im Fylke Rogaland in Norwegen.
Die Steine befanden sich einst an den drei Enden eines großen, dreiarmigen Treodde. Seine Arme aus Rollsteinen waren 20 bis 22 Meter lang und 0,3 Meter hoch. In der Mitte wurde eine große flache Steinplatte gefunden, die wahrscheinlich eine Steinkiste bedeckte. Es sind keine Funde aus dem Steinhügel bekannt. Die drei Steine sind die einzigen Reste des Treudds. Sie sind mit 1,3, 1,2 und 1,0 Meter relativ hoch, etwa 30–40 cm breit und 20–30 cm dick. Sie sind im Dreieck ausgerichtet, aber beim Abstand nicht mit den ursprünglichen Dimensionen.
In der Nähe liegen die Felsritzungen vom Aubeberget. Eine ähnliche Steinsetzung findet sich auf dem Hügel Stølsberget, östlich von Tananger.